# Tour d'Algérie 2015
 (mars 2018).
Si vous disposez d'ouvrages ou d'articles de référence ou si vous connaissez des sites web de qualité traitant du thème abordé ici, merci de compléter l'article en donnant les références utiles à sa vérifiabilité et en les liant à la section « Notes et références ».
Le Tour d'Algérie 2015 se déroule du 6 au 30 mars, sur un parcours de 2 732,9 kilomètres d'Alger à Blida. Cette édition est la 21e de l'histoire de cette course cycliste, mais la cinquième seulement depuis le retour du Tour d'Algérie en 2011. Les courses réunies dans ce Tour d'Algérie font partie du calendrier UCI Africa Tour 2015 en catégorie 2.2 et 1.2.

## Présentation

### Équipes
Classée en catégorie 2.2 de l'UCI Africa Tour, le Tour d'Algérie est par conséquent ouvert aux UCI WorldTeams dans la limite de 50 % des équipes participantes, aux équipes continentales professionnelles, aux équipes continentales et aux équipes nationales.
| Équipes continentales | Équipes continentales | Équipes continentales |
| Nom de l'équipe       | Pays                  | Code                  |
| --------------------- | --------------------- | --------------------- |
| GS Pétroliers Algérie | Algérie               | GSP                   |
| Vélo Club Sovac       | Algérie               | VCS                   |
| Roth-Škoda            | Suisse                | ROT                   |
| Start-Massi           | Paraguay              | STF                   |

| Équipes nationales          | Équipes nationales | Équipes nationales |
| Nom de l'équipe             | Pays               | Code               |
| --------------------------- | ------------------ | ------------------ |
| Équipe nationale d'Érythrée | Érythrée           | ERI                |
| Équipe nationale du Maroc   | Maroc              | MAR                |
| Équipe nationale du Rwanda  | Rwanda             | RWA                |
| Équipe nationale de Ouganda | Ouganda            | UGA                |
| Équipe nationale de Tunisie | Tunisie            | TUN                |
| Équipe nationale de Syrie   | Syrie              | SYR                |

| Équipes régionales et de clubs | Équipes régionales et de clubs | Équipes régionales et de clubs |
| Nom de l'équipe                | Pays                           | Code                           |
| ------------------------------ | ------------------------------ | ------------------------------ |
| Al Ahly Dubaï                  | Émirats arabes unis            | UAE                            |
| BC South East                  | Royaume-Uni                    | BSE                            |
| Greens                         | Malte                          | TMG                            |
| Cevital                        | Algérie                        | CEV                            |
| Ooredoo                        | Algérie                        | ORO                            |
| Big Hunter-Seanese-Zaghe       | Italie                         | BHS                            |
| Wilton                         | Pays-Bas                       | WCA                            |
| Allemagne                      | Allemagne                      | GER                            |

## Étapes
| Étape     | Date    | Villes étapes                              |                   | Distance (km)    | Vainqueur d’étape     | Leader du classement général |
| --------- | ------- | ------------------------------------------ | ----------------- | ---------------- | --------------------- | ---------------------------- |
| 1re étape | 6 mars  | Circuit international d'Alger              | Étape vallonnée   | 105              | Hichem Chaabane       | Hichem Chaabane              |
| 2e étape  | 7 mars  | Alger - Ain-Defla                          | Étape vallonnée   | 128              | Hichem Chaabane       | Hichem Chaabane              |
| 3e étape  | 8 mars  | Mostaganem - Oran                          | Étape vallonnée   | 143              | Ayoub Kerar           | Lenny Mortier                |
| 4e étape  | 9 mars  | Oran - Santa Cruz                          | Étape vallonnée   | 128              | Hichem Chaabane       | Azzedine Lagab               |
| 5e étape  | 10 mars | Grand Prix d'Oran                          | Étape de plaine   | 132              | Janvier Hadi          | Pays inconnu                 |
|           | 11 mars | Blida                                      | Jour de repos     | Journée de repos | Journée de repos      | Journée de repos             |
| 6e étape  | 12 mars | Blida - Djebabra                           | Étape de montagne | 140.8            | Mekseb Debesay        | Mekseb Debesay               |
| 7e étape  | 13 mars | Tipaza - Blida                             | Étape de plaine   | 123.5            | Adil Barbari          | Pays inconnu                 |
| 8e étape  | 14 mars | Zeralda - Chrea                            | Étape de montagne | 114.4            | Hichem Chaabane       | Mekseb Debesay               |
| 9e étape  | 15 mars | Critérium international de Sétif           | Étape de plaine   | 96               | Mekseb Debesay        |                              |
| 10e étape | 16 mars | Sétif - Batna - Sétif                      | Étape vallonnée   | 142              | Nabil Baz             |                              |
| 11e étape | 17 mars | Sétif - Dehamcha - Sétif                   | Étape vallonnée   | 112.4            | Testfatsion Mehari    |                              |
| 12e étape | 18 mars | Sétif - Bordj Bou Arreridj - Sétif         | Étape vallonnée   | 162              | Mekseb Debesay        |                              |
| 13e étape | 18 mars | Sétif - Tizi N'Bechar - Sétif              | Étape de plaine   | 129              | Aron Debretsion       |                              |
|           | 20 mars | Annaba                                     | Jour de repos     | Journée de repos | Journée de repos      | Journée de repos             |
| 14e étape | 21 mars | Annaba - Berrahal                          | Étape de plaine   | 130.5            | Azzedine Lagab        |                              |
| 15e étape | 22 mars | Annaba - Guelma - Annaba                   | Étape de plaine   | 129              | Abdelbasset Hannachi  |                              |
| 16e étape | 23 mars | Annaba - Aïn Barda - Annaba                | Étape de plaine   | 110              | Abdelbasset Hannachi  |                              |
| 17e étape | 24 mars | Annaba - Seraidi                           | Étape vallonnée   | 117              | Hichem Chaabane       |                              |
| 18e étape | 25 mars | Berrahal - Constantine                     | Étape de plaine   | 115              | Abdelmalek Madani     |                              |
| 19e étape | 26 mars | Constantine - Mila - Constantine           | Étape vallonnée   | 137.3            | Abderrahmane Mansouri |                              |
| 20e étape | 27 mars | Constantine - Oum El Bouaghi - Constantine | Étape de plaine   | 134              | Salim Keddah          |                              |
| 21e étape | 28 mars | Circuit international de Constantine       | Étape de plaine   | 105              | Hichem Chaabane       | Hichem Chaabane              |
|           | 29 mars | Blida                                      | Jour de repos     | Journée de repos | Journée de repos      | Journée de repos             |
| 22e étape | 30 mars | Critérium international de Blida à Mouzaia | Étape de plaine   | 99               | Abdelbasset Hannachi  | Hichem Chaabane              |

## Déroulement de la course

### 1reétape
| Classement de l'étape | Classement de l'étape   | Classement de l'étape | Classement de l'étape | Classement de l'étape |
|                       | Coureur                 | Pays                  | Équipe                | Temps                 |
| --------------------- | ----------------------- | --------------------- | --------------------- | --------------------- |
| 1er                   | Hichem Chaabane         | Algérie               | Cevital               | en 2 h 49 min 9 s     |
| 2e                    | Salaheddine Mraouni     | Maroc                 | Équipe du Maroc       | + 23 s                |
| 3e                    | Mekseb Debesay          | Érythrée              | Équipe d'Érythrée     | m.t.                  |
| 4e                    | Abderrahmane Mansouri   | Algérie               | Vélo Club Sovac       | + 30 s                |
| 5e                    | Essaïd Abelouache       | Maroc                 | Équipe du Maroc       | + 1 min 2 s           |
| 6e                    | Nabil Baz               | Algérie               | Vélo Club Sovac       | m.t.                  |
| 7e                    | Abdelati Saadoune       | Maroc                 | Équipe du Maroc       | m.t.                  |
| 8e                    | Azzedine Lagab          | Algérie               | GS Pétroliers         | m.t.                  |
| 9e                    | Amanuel Gebrezgabihier  | Érythrée              | Équipe d'Érythrée     | m.t.                  |
| 10e                   | Bonaventure Uwizeyimana | Rwanda                | Équipe du Rwanda      | m.t.                  |
| modifier              |                         |                       |                       |                       |

| Classement général | Classement général      | Classement général | Classement général | Classement général |
|                    | Coureur                 | Pays               | Équipe             | Temps              |
| ------------------ | ----------------------- | ------------------ | ------------------ | ------------------ |
| 1er                | Hichem Chaabane         | Algérie            | Cevital            | en 2 h 49 min 9 s  |
| 2e                 | Salaheddine Mraouni     | Maroc              | Équipe du Maroc    | + 23 s             |
| 3e                 | Mekseb Debesay          | Érythrée           | Équipe d'Érythrée  | m.t.               |
| 4e                 | Abderrahmane Mansouri   | Algérie            | Vélo Club Sovac    | + 30 s             |
| 5e                 | Essaïd Abelouache       | Maroc              | Équipe du Maroc    | + 1 min 2 s        |
| 6e                 | Nabil Baz               | Algérie            | Vélo Club Sovac    | m.t.               |
| 7e                 | Abdelati Saadoune       | Maroc              | Équipe du Maroc    | m.t.               |
| 8e                 | Azzedine Lagab          | Algérie            | GS Pétroliers      | m.t.               |
| 9e                 | Amanuel Gebrezgabihier  | Érythrée           | Équipe d'Érythrée  | m.t.               |
| 10e                | Bonaventure Uwizeyimana | Rwanda             | Équipe du Rwanda   | m.t.               |
| modifier           |                         |                    |                    |                    |

### 2eétape
| Classement de l'étape | Classement de l'étape   | Classement de l'étape | Classement de l'étape | Classement de l'étape |
|                       | Coureur                 | Pays                  | Équipe                | Temps                 |
| --------------------- | ----------------------- | --------------------- | --------------------- | --------------------- |
| 1er                   | Hichem Chaabane         | Algérie               | Cevital               | en 2 h 54 min 12 s    |
| 2e                    | Janvier Hadi            | Rwanda                | Équipe du Rwanda      | + 15 s                |
| 3e                    | Nassim Saidi            | Algérie               | Ooredoo               | m.t.                  |
| 4e                    | Matthias Van Aken       | Belgique              | CT 2020               | m.t.                  |
| 5e                    | Lenny Mortier           | Belgique              | CT 2020               | m.t.                  |
| 6e                    | Abderrahmane Bechlaghem | Algérie               | Cevital               | m.t.                  |
| 7e                    | Mekseb Debesay          | Érythrée              | Équipe d'Érythrée     | m.t.                  |
| 8e                    | Andreas Keuser          | Allemagne             | Start-Massi           | m.t.                  |
| 9e                    | David Clarke            | Royaume-Uni           |                       | m.t.                  |
| 10e                   | Bilal Saada             | Algérie               |                       | m.t.                  |
| modifier              |                         |                       |                       |                       |

| Classement général | Classement général           | Classement général | Classement général | Classement général |
|                    | Coureur                      | Pays               | Équipe             | Temps              |
| ------------------ | ---------------------------- | ------------------ | ------------------ | ------------------ |
| 1er                | Leader du classement général | '                  | '                  |                    |
| modifier           |                              |                    |                    |                    |

### 3eétape
| Classement de l'étape | Classement de l'étape | Classement de l'étape | Classement de l'étape | Classement de l'étape |
|                       | Coureur               | Pays                  | Équipe                | Temps                 |
| --------------------- | --------------------- | --------------------- | --------------------- | --------------------- |
| 1er                   | Ayoub Kerrar          | Algérie               | '                     | en 3 h 22 min 21 s    |
| 2e                    | Adil Barbari          | Algérie               | GS Pétroliers         | m.t.                  |
| 3e                    | Nabil Baz             | Algérie               | Vélo Club Sovac       | m.t.                  |
| 4e                    | Bilal Saada           | Algérie               |                       | m.t.                  |
| 5e                    | Nazir Jaser           | Syrie                 | Équipe de Syrie       | m.t.                  |
| 6e                    | Ricky Rosseel         | Belgique              | CT 2020               | m.t.                  |
| 7e                    | Abdelkader Belmokhtar | Algérie               | GS Pétroliers         | m.t.                  |
| 8e                    | Abderrahmane Hamza    | Algérie               |                       | m.t.                  |
| 9e                    | Khaled Abdenbi        | Algérie               | Cevital               | m.t.                  |
| 10e                   | Fayçal Hamza          | Algérie               | Vélo Club Sovac       | m.t.                  |
| modifier              |                       |                       |                       |                       |

| Classement général | Classement général           | Classement général | Classement général | Classement général |
|                    | Coureur                      | Pays               | Équipe             | Temps              |
| ------------------ | ---------------------------- | ------------------ | ------------------ | ------------------ |
| 1er                | Leader du classement général | '                  | '                  |                    |
| modifier           |                              |                    |                    |                    |

### 4eétape
| Classement de l'étape | Classement de l'étape   | Classement de l'étape | Classement de l'étape | Classement de l'étape |
|                       | Coureur                 | Pays                  | Équipe                | Temps                 |
| --------------------- | ----------------------- | --------------------- | --------------------- | --------------------- |
| 1er                   | Hichem Chaabane         | Algérie               | Cevital               | en 3 h 19 min 25 s    |
| 2e                    | Amanuel Gebrezgabihier  | Érythrée              | Équipe d'Érythrée     | + 28 s                |
| 3e                    | Azzedine Lagab          | Algérie               | GS Pétroliers         | + 32 s                |
| 4e                    | Bonaventure Uwizeyimana | Rwanda                | Équipe du Rwanda      | + 53 s                |
| 5e                    | Nabil Baz               | Algérie               | Vélo Club Sovac       | + 59 s                |
| 6e                    | Joseph Biziyaremye      | Rwanda                | Équipe du Rwanda      | m.t.                  |
| 7e                    | Adil Barbari            | Algérie               | GS Pétroliers         | m.t.                  |
| 8e                    | Abderrahmane Mansouri   | Algérie               | Vélo Club Sovac       | + 1 min 9 s           |
| 9e                    | Nassim Saidi            | Algérie               | Ooredoo               | + 1 min 15 s          |
| 10e                   | Jean Bosco Nsengimana   | Rwanda                | Équipe du Rwanda      | + 1 min 18 s          |
| modifier              |                         |                       |                       |                       |

| Classement général | Classement général           | Classement général | Classement général | Classement général |
|                    | Coureur                      | Pays               | Équipe             | Temps              |
| ------------------ | ---------------------------- | ------------------ | ------------------ | ------------------ |
| 1er                | Leader du classement général | '                  | '                  |                    |
| modifier           |                              |                    |                    |                    |

### 5eétape
| Classement de l'étape | Classement de l'étape  | Classement de l'étape | Classement de l'étape | Classement de l'étape |
|                       | Coureur                | Pays                  | Équipe                | Temps                 |
| --------------------- | ---------------------- | --------------------- | --------------------- | --------------------- |
| 1er                   | Janvier Hadi           | Rwanda                | '                     | en 3 h 7 min 34 s     |
| 2e                    | Fayçal Hamza           | Algérie               | Vélo Club Sovac       | m.t.                  |
| 3e                    | Amanuel Gebrezgabihier | Érythrée              |                       | m.t.                  |
| 4e                    | Abdelkader Belmokhtar  | Algérie               | GS Pétroliers         | m.t.                  |
| 5e                    | Mouadh Bettira         | Algérie               |                       | m.t.                  |
| 6e                    | Jean Bosco Nsengimana  | Rwanda                |                       | m.t.                  |
| 7e                    | Khaled Abdenbi         | Algérie               | Cevital               | m.t.                  |
| 8e                    | Mehari Tesfatsion      | Érythrée              | Équipe d'Érythrée     | m.t.                  |
| 9e                    | Marc Vilanova          | Espagne               | Start-Massi           | m.t.                  |
| 10e                   | David Clarke           | Royaume-Uni           |                       | m.t.                  |
| modifier              |                        |                       |                       |                       |

| Classement général | Classement général           | Classement général | Classement général | Classement général |
|                    | Coureur                      | Pays               | Équipe             | Temps              |
| ------------------ | ---------------------------- | ------------------ | ------------------ | ------------------ |
| 1er                | Leader du classement général | '                  | '                  |                    |
| modifier           |                              |                    |                    |                    |

### 6eétape
| Classement de l'étape | Classement de l'étape   | Classement de l'étape | Classement de l'étape | Classement de l'étape |
|                       | Coureur                 | Pays                  | Équipe                | Temps                 |
| --------------------- | ----------------------- | --------------------- | --------------------- | --------------------- |
| 1er                   | Mekseb Debesay          | Érythrée              | Équipe d'Érythrée     | en 3 h 35 min 4 s     |
| 2e                    | Adil Barbari            | Algérie               | GS Pétroliers         | m.t.                  |
| 3e                    | Janvier Hadi            | Rwanda                |                       | + 36 s                |
| 4e                    | Abderrahmane Bechlaghem | Algérie               | Cevital               | m.t.                  |
| 5e                    | Ali Nouisri             | Tunisie               | Équipe de Tunisie     | + 37 s                |
| 6e                    | Khaled Abdenbi          | Algérie               | Cevital               | + 45 s                |
| 7e                    | Meron Arham Brhane      | Érythrée              | Équipe d'Érythrée     | + 2 min 18 s          |
| 8e                    | Abdelkader Belmokhtar   | Algérie               | GS Pétroliers         | m.t.                  |
| 9e                    | Dawit Haile             | Érythrée              | Équipe d'Érythrée     | m.t.                  |
| 10e                   | Axel Costa              | Espagne               | Start-Massi           | m.t.                  |
| modifier              |                         |                       |                       |                       |

| Classement général | Classement général           | Classement général | Classement général | Classement général |
|                    | Coureur                      | Pays               | Équipe             | Temps              |
| ------------------ | ---------------------------- | ------------------ | ------------------ | ------------------ |
| 1er                | Leader du classement général | '                  | '                  |                    |
| modifier           |                              |                    |                    |                    |

### 7eétape
| Classement de l'étape | Classement de l'étape   | Classement de l'étape | Classement de l'étape | Classement de l'étape |
|                       | Coureur                 | Pays                  | Équipe                | Temps                 |
| --------------------- | ----------------------- | --------------------- | --------------------- | --------------------- |
| 1er                   | Adil Barbari            | Algérie               | GS Pétroliers         | en 2 h 52 min 4 s     |
| 2e                    | Mekseb Debesay          | Érythrée              | Équipe d'Érythrée     | m.t.                  |
| 3e                    | Ali Nouisri             | Tunisie               | Équipe de Tunisie     | m.t.                  |
| 4e                    | Fayçal Hamza            | Algérie               | Vélo Club Sovac       | m.t.                  |
| 5e                    | Nazir Jaser             | Syrie                 | Équipe de Syrie       | m.t.                  |
| 6e                    | Abderrahmane Bechlaghem | Algérie               | Cevital               | m.t.                  |
| 7e                    | Salim Keddah            | Algérie               | Ooredoo               | m.t.                  |
| 8e                    | Ricky Rosseel           | Belgique              | CT 2020               | m.t.                  |
| 9e                    | Axel Costa              | Espagne               | Start-Massi           | m.t.                  |
| 10e                   | Lenny Mortier           | Belgique              | CT 2020               | m.t.                  |
| modifier              |                         |                       |                       |                       |

| Classement général | Classement général           | Classement général | Classement général | Classement général |
|                    | Coureur                      | Pays               | Équipe             | Temps              |
| ------------------ | ---------------------------- | ------------------ | ------------------ | ------------------ |
| 1er                | Leader du classement général | '                  | '                  |                    |
| modifier           |                              |                    |                    |                    |

### 8eétape
|  | Coureur | Pays | Équipe | Temps | modifier | modifier | modifier | modifier | modifier |

| Classement général | Classement général           | Classement général | Classement général | Classement général |
|                    | Coureur                      | Pays               | Équipe             | Temps              |
| ------------------ | ---------------------------- | ------------------ | ------------------ | ------------------ |
| 1er                | Leader du classement général | '                  | '                  |                    |
| modifier           |                              |                    |                    |                    |

### 9eétape
|  | Coureur | Pays | Équipe | Temps | modifier | modifier | modifier | modifier | modifier |

| Classement général | Classement général           | Classement général | Classement général | Classement général |
|                    | Coureur                      | Pays               | Équipe             | Temps              |
| ------------------ | ---------------------------- | ------------------ | ------------------ | ------------------ |
| 1er                | Leader du classement général | '                  | '                  |                    |
| modifier           |                              |                    |                    |                    |

### 10eétape
|  | Coureur | Pays | Équipe | Temps | modifier | modifier | modifier | modifier | modifier |

| Classement général | Classement général           | Classement général | Classement général | Classement général |
|                    | Coureur                      | Pays               | Équipe             | Temps              |
| ------------------ | ---------------------------- | ------------------ | ------------------ | ------------------ |
| 1er                | Leader du classement général | '                  | '                  |                    |
| modifier           |                              |                    |                    |                    |

### 11eétape
|  | Coureur | Pays | Équipe | Temps | modifier | modifier | modifier | modifier | modifier |

| Classement général | Classement général           | Classement général | Classement général | Classement général |
|                    | Coureur                      | Pays               | Équipe             | Temps              |
| ------------------ | ---------------------------- | ------------------ | ------------------ | ------------------ |
| 1er                | Leader du classement général | '                  | '                  |                    |
| modifier           |                              |                    |                    |                    |

### 12eétape
|  | Coureur | Pays | Équipe | Temps | modifier | modifier | modifier | modifier | modifier |

| Classement général | Classement général           | Classement général | Classement général | Classement général |
|                    | Coureur                      | Pays               | Équipe             | Temps              |
| ------------------ | ---------------------------- | ------------------ | ------------------ | ------------------ |
| 1er                | Leader du classement général | '                  | '                  |                    |
| modifier           |                              |                    |                    |                    |

### 13eétape
|  | Coureur | Pays | Équipe | Temps | modifier | modifier | modifier | modifier | modifier |

| Classement général | Classement général           | Classement général | Classement général | Classement général |
|                    | Coureur                      | Pays               | Équipe             | Temps              |
| ------------------ | ---------------------------- | ------------------ | ------------------ | ------------------ |
| 1er                | Leader du classement général | '                  | '                  |                    |
| modifier           |                              |                    |                    |                    |

### 14eétape
|  | Coureur | Pays | Équipe | Temps | modifier | modifier | modifier | modifier | modifier |

| Classement général | Classement général           | Classement général | Classement général | Classement général |
|                    | Coureur                      | Pays               | Équipe             | Temps              |
| ------------------ | ---------------------------- | ------------------ | ------------------ | ------------------ |
| 1er                | Leader du classement général | '                  | '                  |                    |
| modifier           |                              |                    |                    |                    |

### 15eétape
|  | Coureur | Pays | Équipe | Temps | modifier | modifier | modifier | modifier | modifier |

| Classement général | Classement général           | Classement général | Classement général | Classement général |
|                    | Coureur                      | Pays               | Équipe             | Temps              |
| ------------------ | ---------------------------- | ------------------ | ------------------ | ------------------ |
| 1er                | Leader du classement général | '                  | '                  |                    |
| modifier           |                              |                    |                    |                    |

### 16eétape
|  | Coureur | Pays | Équipe | Temps | modifier | modifier | modifier | modifier | modifier |

| Classement général | Classement général           | Classement général | Classement général | Classement général |
|                    | Coureur                      | Pays               | Équipe             | Temps              |
| ------------------ | ---------------------------- | ------------------ | ------------------ | ------------------ |
| 1er                | Leader du classement général | '                  | '                  |                    |
| modifier           |                              |                    |                    |                    |

### 17eétape
|  | Coureur | Pays | Équipe | Temps | modifier | modifier | modifier | modifier | modifier |

| Classement général | Classement général           | Classement général | Classement général | Classement général |
|                    | Coureur                      | Pays               | Équipe             | Temps              |
| ------------------ | ---------------------------- | ------------------ | ------------------ | ------------------ |
| 1er                | Leader du classement général | '                  | '                  |                    |
| modifier           |                              |                    |                    |                    |

### 18eétape
|  | Coureur | Pays | Équipe | Temps | modifier | modifier | modifier | modifier | modifier |

| Classement général | Classement général           | Classement général | Classement général | Classement général |
|                    | Coureur                      | Pays               | Équipe             | Temps              |
| ------------------ | ---------------------------- | ------------------ | ------------------ | ------------------ |
| 1er                | Leader du classement général | '                  | '                  |                    |
| modifier           |                              |                    |                    |                    |

### 19eétape
|  | Coureur | Pays | Équipe | Temps | modifier | modifier | modifier | modifier | modifier |

| Classement général | Classement général           | Classement général | Classement général | Classement général |
|                    | Coureur                      | Pays               | Équipe             | Temps              |
| ------------------ | ---------------------------- | ------------------ | ------------------ | ------------------ |
| 1er                | Leader du classement général | '                  | '                  |                    |
| modifier           |                              |                    |                    |                    |

### 20eétape
|  | Coureur | Pays | Équipe | Temps | modifier | modifier | modifier | modifier | modifier |

| Classement général | Classement général           | Classement général | Classement général | Classement général |
|                    | Coureur                      | Pays               | Équipe             | Temps              |
| ------------------ | ---------------------------- | ------------------ | ------------------ | ------------------ |
| 1er                | Leader du classement général | '                  | '                  |                    |
| modifier           |                              |                    |                    |                    |

### 21eétape
|  | Coureur | Pays | Équipe | Temps | modifier | modifier | modifier | modifier | modifier |

| Classement général | Classement général           | Classement général | Classement général | Classement général |
|                    | Coureur                      | Pays               | Équipe             | Temps              |
| ------------------ | ---------------------------- | ------------------ | ------------------ | ------------------ |
| 1er                | Leader du classement général | '                  | '                  |                    |
| modifier           |                              |                    |                    |                    |

### 22eétape
|  | Coureur | Pays | Équipe | Temps | modifier | modifier | modifier | modifier | modifier |

| Classement général | Classement général           | Classement général | Classement général | Classement général |
|                    | Coureur                      | Pays               | Équipe             | Temps              |
| ------------------ | ---------------------------- | ------------------ | ------------------ | ------------------ |
| 1er                | Leader du classement général | '                  | '                  |                    |
| modifier           |                              |                    |                    |                    |

## Classements finals

### Classement général
| Classement général | Classement général           | Classement général | Classement général | Classement général |
|                    | Coureur                      | Pays               | Équipe             | Temps              |
| ------------------ | ---------------------------- | ------------------ | ------------------ | ------------------ |
| 1er                | Leader du classement général | '                  | '                  |                    |
| modifier           |                              |                    |                    |                    |

### Classements annexes
| par points | par points                      | par points | par points | par points |
| ---------- | ------------------------------- | ---------- | ---------- | ---------- |
|            | Coureur                         | Pays       | Équipe     | Point(s)   |
| 1er        | Leader du classement par points | '          | '          |            |
| modifier   |                                 |            |            |            |

| du meilleur grimpeur | du meilleur grimpeur | du meilleur grimpeur | du meilleur grimpeur | du meilleur grimpeur |
| -------------------- | -------------------- | -------------------- | -------------------- | -------------------- |
|                      | Coureur              | Pays                 | Équipe               | Point(s)             |
| 1er                  |                      | '                    | '                    |                      |
| modifier             |                      |                      |                      |                      |

| des points chauds | des points chauds                      | des points chauds | des points chauds | des points chauds |
| ----------------- | -------------------------------------- | ----------------- | ----------------- | ----------------- |
|                   | Coureur                                | Pays              | Équipe            | Point(s)          |
| 1er               | Leader du classement des points chauds | '                 | '                 |                   |
| modifier          |                                        |                   |                   |                   |

| Classement général | Classement général                     | Classement général | Classement général | Classement général |
|                    | Coureur                                | Pays               | Équipe             | Temps              |
| ------------------ | -------------------------------------- | ------------------ | ------------------ | ------------------ |
| 1er                | Leader du classement du meilleur jeune | '                  | '                  |                    |
| modifier           |                                        |                    |                    |                    |

| \| Classement par équipes \| Classement par équipes \| Classement par équipes \| Classement par équipes \| \| \| Équipe \| Pays \| Temps \| \| ---------------------- \| ---------------------- \| ---------------------- \| ---------------------- \| \| modifier \| \| \| \| |        |      |       |
| Classement par équipes |        |      |       |
| | Équipe | Pays | Temps |
| modifier |        |      |       |

## Évolution des classements
| Étape              | Vainqueur       | Classement général | Classement par points | Classement de la montagne | Classement du meilleur jeune | Classement par équipes |
| ------------------ | --------------- | ------------------ | --------------------- | ------------------------- | ---------------------------- | ---------------------- |
| 1                  | Hichem Chaabane | Hichem Chaabane    | Hichem Chaabane       | Salaheddine Mraouni       | Mekseb Debesay               |                        |
| 2                  | Hichem Chaabane | Hichem Chaabane    | Hichem Chaabane       | Fayçal Hamza              | Nassim Saidi                 |                        |
| 3                  | Ayoub Kerar     | Lenny Mortier      |                       | Fayçal Hamza              | Lenny Mortier                |                        |
| 4                  | Hichem Chaabane | Azzedine Lagab     | Azzedine Lagab        | Fayçal Hamza              | Bilel Saâda                  |                        |
| 5                  | Janvier Hadi    |                    |                       |                           |                              |                        |
| 6                  | Mekseb Debesay  | Mekseb Debesay     | Mekseb Debesay        | Mekseb Debesay            | Adil Barbari                 |                        |
| 7                  | Adil Barbari    | Adil Barbari       |                       | Mekseb Debesay            | Adil Barbari                 |                        |
| 8                  | Hichem Chaabane | Mekseb Debesay     |                       | Mekseb Debesay            |                              |                        |
| 9                  |                 |                    |                       |                           |                              |                        |
| 10                 |                 |                    |                       |                           |                              |                        |
| 11                 |                 |                    |                       |                           |                              |                        |
| 12                 |                 |                    |                       |                           |                              |                        |
| 13                 |                 |                    |                       |                           |                              |                        |
| 14                 |                 |                    |                       |                           |                              |                        |
| 15                 |                 |                    |                       |                           |                              |                        |
| 16                 |                 |                    |                       |                           |                              |                        |
| 17                 |                 |                    |                       |                           |                              |                        |
| 18                 |                 |                    |                       |                           |                              |                        |
| 19                 |                 |                    |                       |                           |                              |                        |
| 20                 |                 |                    |                       |                           |                              |                        |
| 21                 |                 |                    |                       |                           |                              |                        |
| 22                 |                 |                    |                       |                           |                              |                        |
| Classements finals |                 |                    |                       |                           |                              |                        |

## Liste des participants
- Liste de départ complète

| Légende                                | Légende                                                                                         | Légende                                | Légende                                                                                                  |
| -------------------------------------- | ----------------------------------------------------------------------------------------------- | -------------------------------------- | --- |
| Num                                    | Dossard de départ porté par le coureur sur ce Tour d'Algérie                                    | Pos                                    | Position finale au classement général                                                                    |
| Leader du classement général           | Indique le vainqueur du classement général                                                      | Leader du classement par points        | Indique le vainqueur du classement par points                                                            |
|                                        | Indique le vainqueur du classement meilleur grimpeur                                            | Leader du classement du meilleur jeune | Indique le vainqueur du classement des points chauds                                                     |
| Leader du classement du meilleur jeune | Indique le vainqueur du classement du meilleur jeune                                            |                                        | Indique un maillot de champion national ou mondial, suivi de sa spécialité                               |
| #                                      | Indique la meilleure équipe                                                                     | NP                                     | Indique un coureur qui n'a pas pris le départ d'une étape, suivi du numéro de l'étape où il s'est retiré |
| AB                                     | Indique un coureur qui n'a pas terminé une étape, suivi du numéro de l'étape où il s'est retiré | HD                                     | Indique un coureur qui a terminé une étape hors des délais, suivi du numéro de l'étape                   |
| *                                      | Indique un coureur en lice pour le maillot blanc (coureurs nés après le 1er janvier 1989)       |                                        | |

|}
|}